# Jacques Poulin
Jacques Poulin (ur. 23 września 1937), pisarz kanadyjski tworzący w języku francuskim, urodzony w Quebecu, długie lata przebywający we Francji, w Paryżu. Powrócił do rodzinnego Quebecu mając lat 65.
Autor licznych powieści, między innymi :
- Mon cheval pour un royaume (1967)
- Jimmy (1969)
- Le Coeur de la baleine bleue (1970)
- Faites de beaux rêves (1974)
- Les grandes marées (1978)
- Volkswagen blues (1984)
- Le Vieux Chagrin (1989)
- La tournée d'automne (1993)
- Chat sauvage (1998)
- Les Yeux bleus de Mistassini (2002)
- La traduction est une histoire d'amour (2006)
- L’anglais n’est pas une langue magique (2009)
- L’homme de la Saskatchewan (2011)
- Un jukebox dans la tête (2015)

Laureat wielu nagród. Swą pierwszą książkę, Mon cheval pour un royaume, opublikował w wieku 30 lat.